# 2889 Brno
2889 Brno este un asteroid din centura principală, descoperit pe 17 noiembrie 1981 de Antonín Mrkos.